# PAS Lamia
Der PAS Lamia 1964 Football Club ist ein griechischer Fußballverein aus Lamia. Der Verein wurde 1964 gegründet und trägt seine Heimspiele im Städtischen Stadion der Stadt aus. Aktuell spielt Lamia nach dem Abstieg 2025 in der Super League 2, der zweithöchsten griechischen Liga.

## Geschichte
Der PAS Lamia 1964 Football Club wurde am 1. Juni 1964 in Lamia, mit heutzutage etwa 75.000 Einwohnern die Hauptstadt Mittelgriechenlands, gegründet. Der neu gegründete Verein entstand dabei aus einem Zusammenschluss einiger regionaler Vereine, von denen vor allem Lamiakos und Palamiaki zu erwähnen sind. Aufgrund einiger Beschlüsse des griechischen Fußballverbandes in den frühen 1960er-Jahren wurden diese regionalen Vereine jedoch beinahe gezwungen, sich unter dem neuen Verein AS Lamia zu vereinigen. Daneben entstand noch ein weiterer, aus einer solchen Vereinigung hervorgegangener Klub namens AS Thermopylae, der jedoch nie eine Rolle im landesweiten Fußball Griechenlands spielte.
Nach der Gründung des heutigen PAS Lamia spielte der Verein zunächst einige Jahre unterklassig und später viele Jahre in der zweitklassigen Football League, ohne jedoch in die erstklassige Super League aufsteigen zu können. Stattdessen pendelte Lamia auch häufig zwischen zweiter und dritter Spielklasse, aus der letztmals 2014 der Aufstieg erreicht wurde. Drei Jahre darauf gelang dem PAS Lamia der Durchmarsch in die Super League. Man beendete die Zweitligasaison 2016/17 als Zweiter hinter Apollon Smyrnis und stieg damit zum ersten Mal überhaupt in der Vereinsgeschichte in die höchste griechische Fußballliga auf. Bemerkenswert war hierbei, dass Lamia in den 34 Spielen der Aufstiegssaison gerade einmal elf Gegentore kassierte und damit deutlich die beste Abwehr der Liga stellte.
Damit spielte die Mannschaft des PAS Lamia in der Saison 2017/18 erstmals in der Super League, Griechenlands höchster Spielklasse im Fußball.

## Erfolge
- Aufstieg in die Super League: 1× (2016/17)

- Meisterschaft der Gamma Ethniki: 2× (1972/73, 2013/14)

## Stadion
Das Städtische Stadion von Lamia bietet etwa 5.500 Sitzplätze. Es wurde 1952 erbaut und ist Teil des Städtischen Sportzentrums von Lamia. Der Zuschauerrekord wurde am 31. März 1968 bei einem Spiel zwischen Lamia und Trikala aufgestellt, als 11.502 Fans anwesend waren. Im September 2020 benannte die Gemeinde Lamia das Stadion nach Athanasios Diakos, einem griechischen Militärkommandanten während des Griechischen Unabhängigkeitskrieges, der in Griechenland als Nationalheld gilt.

## Ehemalige Spieler
- Todor Kolew (2013–2014)
- Denis Epstein (2018–2019)
- Kyriakos Papadopoulos (2023–2024)
- Apostolos Vellios (2022)
- Loukas Vyntra (2019–2022)

## Ehemalige Trainer
- Ioannis Gounaris